# Primulina cruciformis
Primulina cruciformis là một loài thực vật có hoa trong họ Tai voi. Loài này được Chun mô tả khoa học đầu tiên năm 1946 dưới danh pháp Didymocarpus cruciformis. Năm 1981, W.T. Wang chuyển nó sang chi Chirita với danh pháp Chirita cruciformis.